# Riz Ahmed
Rizwan Ahmed (London, 1982. december 1. –), más néven Riz MC Oscar- és Primetime Emmy-díjas angol színész, zenész és aktivista. Színészként továbbá London Film Critics-díjat és két British Independent Film-díjat nyert. Eleinte független filmekben végzett munkáiról volt ismert, például; Guantanamo, Shifty (2008), Four Lions (2010), Trishna (2011), Ill Manors – Rázós környék (2012), és a Kétkedő fundamentalista (2013), valamint olyan televíziós sorozatokban tünt fel, mint a Britz (2007) és a Hulla-ház (2008), mielőtt áttörő alakítást játszott volna az Éjjeli féreg (2014) bűnügyi-thrillerben.
2016-ban a Jason Bourne című akciófilmben szerepelt, Bodhi Rookot alakította a Zsivány Egyes – Egy Star Wars-történetében.

## Fiatalkora
Rizwan Ahmed 1982. december 1-jén született Wembleyben, a Brenti londoni kerületben, egy brit-pakisztáni családban. A szülei Muhajir származásúak. Apja hajózási ügynök. Szülei a hetvenes években a pakisztáni Szindhból (Karacsi) Angliába költöztek. Az első iszlám, Sir Shah Muhammad Sulaiman leszármazottja, aki a Prajágrádzs elnökévé vált a Brit India korszakban. Sah Sulaiman az urdu költészetet is komponálta, és Einstein relativitáselmélete első kritikai cikkeit írta, és kapcsolatban állt Mulla Mahmud Jaunpurival (1652), a Mughal Birodalom idején a régió egyik legfontosabb filozófus-tudósával.
Ahmed ösztöndíjprogram részeként a Northwood Merchant Taylors iskolába járt. Az Oxfordi Egyetemen, a Christ Church-ön végzett, PPE (filozófia, politika és közgazdász) diplomával, amelyet elmondása szerint furcsa tapasztalatnak talált. Később színészetet tanult a Royal Central School of Speech and Drama iskolában.

## Zenei karriere
Ahmedet mindig is a Jungle és a hiphop zenestílus inspirálta, zenei karrierje tizenéves korában kezdődött, kalózrádióban és freestyle rap csatákban jelent meg. Az egyetemi évek alatt Ahmed társalapította Oxfordban a Hit & Run estét, amely azóta Manchesterbe költözött és Manchester egyik vezető underground zenei eseményévé vált. Oxfordban a Confidential Collective nevű 12 fős jazz-house / electronica együttes tagja volt. Érettségi után számos rap csata versenyen vett részt, amiket megnyert. 2006-ban Riz MC-ként versenyzett a JumpOff TV "Spin the Mic" szabadstílusú rap csataversenyén. Stig és Skills Mix versenyzőket legyőzte, a vitatott veszteség előtt a verseny győztese Whatshisface volt; a JumpOff TV szerint Riz hátrányba került a tömeg faji rasszizmusa miatt.
2006-ban Ahmed "Post 9/11 Blues" címmel felvett egy szatirikus társadalmi kommentáros rap számot, amelyet a barátai szivárogtattak ki, és először az interneten keresztül vált népszerűvé. A dalt kezdetben betiltották a brit műsorokból, mert a dalszövegeket "politikailag érzékenynek" tartották, ideértve; 2001. szeptember 11-ei terrortámadások, terrorizmus, a 9/11 éghajlat szatirikus utalásait, iraki háború, Jean Charles de Menezes halála, MI6 és a belmarshi börtön. A kapott sajtóvisszhang azonban néhány független rádió állomást arra késztetett, hogy játsszák a számot. Hamarosan megalapította saját független lemezkiadóját, a Battered Records-ot, 2006 augusztusában pedig hivatalosan kiadta a "Post 9/11 Blues" -t CD és MP3 formátumban. 2016-ban megnyerte a legjobb MC-nek járó Asian Music-díjat. 2007-ben jelenítette meg második kislemezét, a garage rap dalt; "People Like People". 2007-ben BBC Introducing művésznek választották, és játszott a Glastonbury Fesztiválon és a BBC Electric Proms-on. 2009 augusztusában a londoni klímavédelmi táborban játszott.
2011-ben kiadta debütáló albumát: Microscope, amelyet további remixekkel adtak ki 2012-ben. 2011. december 1-jén bejelentették, hogy Riz MC aláírt a Tru Thoughts-hoz, amely a Brighton független kiadója.

## Magánélete
Ahmed muszlim származású. Őszintén beszélt a muszlimok negatív sztereotípiáiról, mind személyes, mind társadalmi kontextusban. Aktivistaként részt vett a szíriai menekült gyermekek pénzeszközeinek előteremtésében és a House of Commons képviseletének támogatásában. Továbbá részt vett a mianmari rohingja muszlimok kitelepítésének tudatosításában és a bangladesi rohingja menekültek számára a pénzgyűjtésében is. 2013-ban Ahmed hivatalosan bocsánatot kért Hardeep Singh Puri politikustól az általa közzétett tweet miatt, és vállalta, hogy jelentős kártérítést fizet neki a rágalmazásért és a jogi költségeiért.
2021 januárjában, Ahmed a Louis Therouxxal folytatott podcaston elárulta, hogy nemrégiben kötött házasságot. Néhány nappal később elárulta, hogy feleségül vette Fatima Farheen Mirza amerikai regényírót. Ahmed a koronavírus-világjárvány során elvesztette nagynénjét és nagybátyját.

## Filmográfia

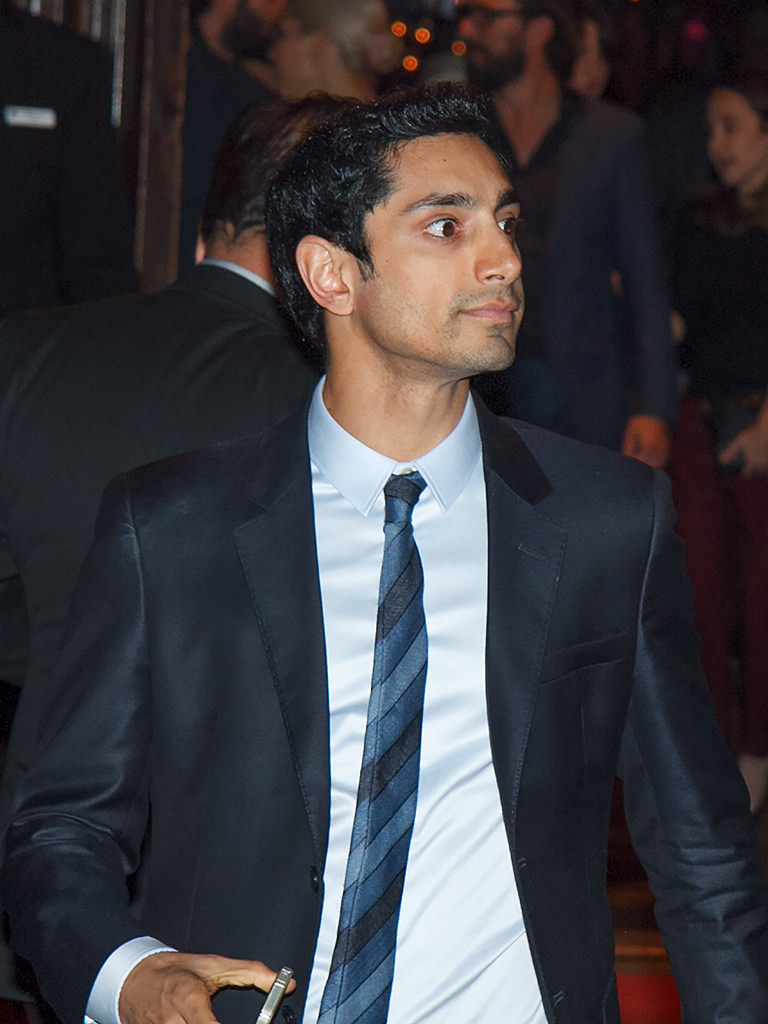
Ahmed a 2014-es Torontói Nemzetközi Filmfesztiválon

| Év   | Cím (Eredeti cím)                                      | Szerep                      | Magyar hang      | Rendező                  | Megjegyzés                 |
| ---- | ------------------------------------------------------ | --------------------------- | ---------------- | ------------------------ | -------------------------- |
| 2006 | Guantanamo (The Road to Guantanamo)                    | Maureen                     | Molnár Levente   | Michael Winterbottom     |                            |
| 2008 | (Shifty)                                               | Shifty                      |                  | Eran Creevy              |                            |
| 2008 | (Baghdad Express)                                      | Talal                       |                  | Nimer Rashed             | rövidfilm                  |
| 2009 | (Rage)                                                 | Vijay                       |                  | Sally Potter             |                            |
| 2010 | (Four Lions)                                           | Omar                        |                  | Chris Morris             |                            |
| 2010 | A kilencedik légió (Centurion)                         | Tarak                       | Molnár Levente   | Neil Marshall            |                            |
| 2011 | Feteke arany (Black Gold)                              | Ali                         |                  | Jean-Jacques Annaud      |                            |
| 2011 | (Trishna)                                              | Jay                         |                  | Michael Winterbottom     |                            |
| 2012 | Ill Manors – Rázós környék (Ill Manors)                | Aaron                       |                  | Ben Drew                 |                            |
| 2012 | Kétkedő fundamentalista (The Reluctant Fundamentalist) | Changez Khan                |                  | Mira Nair                |                            |
| 2013 | Behálózva (Closed Circuit)                             | Nazrul Sharma               | Horváth Gergely  | John Crowley             |                            |
| 2013 | (Out of Darkness)                                      | Male                        |                  | Manjinder Virk           | rövidfilm                  |
| 2014 | (Daytimer)                                             | N/A                         |                  | Riz Ahmed                | rövidfilm; író, rendező is |
| 2014 | Éjjeli féreg (Nightcrawler)                            | Rick                        | Varju Kálmán     | Dan Gilroy               |                            |
| 2016 | Jason Bourne (Jason Bourne)                            | Aaron Kalloor               | Hevér Gábor      | Paul Greengrass          |                            |
| 2016 | Una (Una)                                              | Scott                       | Bercsényi Péter  | Benedict Andrews         |                            |
| 2016 | (City of Tiny Lights)                                  | Tommy Akhtar                |                  | Pete Travis              |                            |
| 2016 | Zsivány Egyes – Egy Star Wars-történet (Rogue One)     | Bodhi Rook                  | Sörös Miklós     | Gareth Edwards           |                            |
| 2018 | Testvérlövészek (The Sisters Brothers)                 | Hermann Kermit Warm         | Horváth Gergely  | Jacques Audiard          |                            |
| 2018 | Venom (Venom)                                          | Carlton Drake / Káosz       | Hevér Gábor      | Ruben Fleischer          |                            |
| 2019 | (Weathering with You)                                  | Takai (hangja)              |                  | Sinkai Makoto            | angol szinkron             |
| 2019 | (Sound of Metal)                                       | Ruben Stone                 |                  | Darius Marder            | vezetőproducer is          |
| 2020 | (Mogul Mowgli)                                         | Zed                         |                  | Bassam Tariq             | társíró is                 |
| 2020 | (The Long Goodbye)                                     | Riz                         |                  | Aneil Karia              |                            |
| 2021 | Menekülés (Flee)                                       | Amin Nawabi (hangja)        |                  | Jonas Poher Rasmussen    |                            |
| 2021 | Találkozás (Encounter)                                 | Malik Khan                  |                  | Michael Pearce           |                            |
| 2023 | Nimona (Nimona)                                        | Ballister Bitangfő (hangja) | Seszták Szabolcs | Nick Bruno és Troy Quane |                            |
| 2023 | Körmök (Fingernails)                                   | Amir                        |                  | Christos Nikou           |                            |
| 2025 | A föníciai séma (The Phoenician Scheme)                | Farouk herceg               | Varju Kálmán     | Wes Anderson             |                            |

| Év   | Cím (Eredeti cím)                 | Szerep        | Megjegyzések         |
| ---- | --------------------------------- | ------------- | -------------------- |
| 2006 | A terror útjai (The Path to 9/11) | Yosri         | 2 epizód             |
| 2006 | (Berry's Way)                     | Amir          | televízió film       |
| 2007 | (Britz)                           | Sohail Wahid  | 2 epizód             |
| 2008 | (Manesh Kunzru)                   | Manesh Kunzru | 3 epizód             |
| 2008 | (Staffroom Monologues)            | tanár         | sorozat              |
| 2008 | Hulla-ház (Dead Set)              | Riq           | 5 epizód             |
| 2009 | (Freefall)                        | Gary          | televízió film       |
| 2011 | (The Fades)                       | Gary          | sorozat              |
| 2016 | Aznap éjjel (The Night Of)        | Nasir Khan    | miniszéria; 8 epizód |
| 2016 | (The OA)                          | Elias Rahim   | 4 epizód             |
| 2017 | Csajok (Girls)                    | Paul-Louis    | 2 epizód             |